# São Sebastião da Amoreira
São Sebastião da Amoreira est une municipalité brésilienne située dans l'État du Paraná.